# 코소보 의회

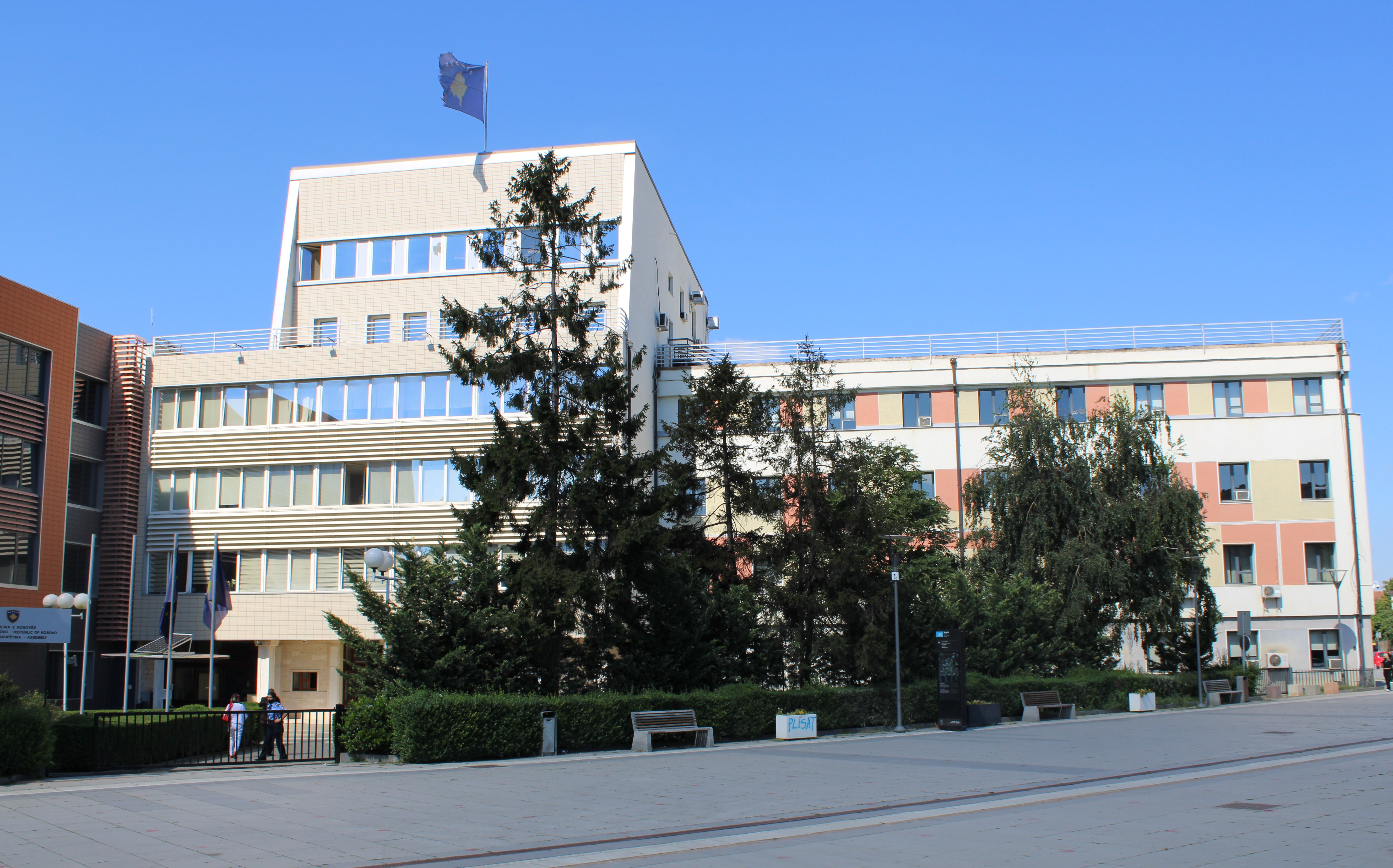

코소보 의회(알바니아어: Kuvendi i Kosovës, 세르비아어: Скупштина Косова / Skupština Kosova)는 코소보의 입법부이다.